# (Metil-Co(III) metanol-specifični korinoid protein):koenzim M metiltransferaza
(Metil-Co(III) metanol-specifični korinoid protein):koenzim M metiltransferaza (EC 2.1.1.246, metiltransferaza 2, mtaA (gen)) je enzim sa sistematskim imenom korinoidni protein specifičan za metilisani metanol:koenzim M metiltransferaza. Ovaj enzim katalizuje sledeću hemijsku reakciju
[metil-Co(III) metanol-specifični korinoidni protein] + koenzim M {\displaystyle \rightleftharpoons } metil-KoM + [Co(I) metanol-specifični korinoidni protein]
Ovaj enzim učestvuje u metanogenezi metanola. On katalizuje transfer metil grupe sa korinoidnog proteina gde je vezana za kobaltni kofaktor, na koenzim M, čime se formira supstrat za EC 2.8.4.1, koenzim-B sulfoetiltiotransferazu, enzim koji katalizuje finalni korak metanogeneze.

## Literatura
- Nicholas C. Price; Lewis Stevens (1999). Fundamentals of Enzymology: The Cell and Molecular Biology of Catalytic Proteins (Third изд.). USA: Oxford University Press. ISBN 019850229X.
- Eric J. Toone (2006). Advances in Enzymology and Related Areas of Molecular Biology, Protein Evolution (Volume 75 изд.). Wiley-Interscience. ISBN 0471205036.
- Branden C; Tooze J. Introduction to Protein Structure. New York, NY: Garland Publishing. ISBN 0-8153-2305-0.
- Irwin H. Segel. Enzyme Kinetics: Behavior and Analysis of Rapid Equilibrium and Steady-State Enzyme Systems (Book 44 изд.). Wiley Classics Library. ISBN 0471303097.

## Spoljašnje veze
- (methyl-Co(III)+methanol-specific+corrinoid+protein):coenzyme+M+methyltransferase на 